# Pic de la Pala Ginebrell
El Pic de la Pala de Ginebrell, o Bony de Ginebrell, és una muntanya de 2.323,6 msnm antigament termenal entre els antics termes de Barruera i Durro), tots dos integrats, des del 1965 en el municipi que des del 1996 s'anomena Vall de Boí.
Aquest cim conté el vèrtex geodèsic 258074015.